# 北川原志於
北川原 志於（きたがわら しお、 1990年12月30日 - ）は、長野県長野市出身のナレーター、フリーアナウンサー。

## 人物
長野県篠ノ井高等学校、長野県短期大学（現・長野県立大学）幼児教育学科に進学し、保育士資格と幼稚園教諭二種免許を取得。学生時代に音楽理論の講義でコード理論を学んだことで作曲に興味を持ち、自ら作詞・作曲してピアノの弾き語りを開始。レストランやカフェ、ライブハウスなどで頻繁にアコースティックライブをしていた。在学中のアルバイトはホテルの挙式聖歌隊。
卒業後は保育士を経て、2014年に上京。広告モデルから自身のキャリアをスタートさせ、その後イベント司会者へと仕事の幅を広げた。2017年から2019年にはエフエム富士契約アナウンサーを務める。2019年夏にはカナダ バンクーバーに短期留学。留学直後675だったTOEICスコアを2ヶ月の独学で815までアップさせ、日英司会も務めるようになる。2020年、新型コロナウイルスの流行と自身の体調不良のため地元である長野県で約2年過ごす。2020年10月から2022年6月まで信越放送にアナウンサーとして所属した。

## 出演番組

### 現在
テレビ
- SBCスペシャル（信越放送）
- THE TIME,（THE TIME’を含む）（TBSテレビ、2023年10月2日 - ） - ナレーター[4]

### 過去
テレビ
- スゴろく[5]（テレビ山梨、2022年4月14日）
- SBCニュースワイド（信越放送、2022年1月4日 - 4月29日）[6]
- ずくだせテレビ（信越放送）

ラジオ
- 坂ちゃんのずくだせえぶりでい（信越放送、木曜：2020年11月12日 - 2022年3月24日、水曜: 2022年3月30日 - 9月28日）[7][8]